# Saskia Fuchs
Saskia Fuchs (17 maart 1978) is een Nederlands hockeyer.
Fuchs speelde 23 interlands waarin ze vijf doelpunten scoorde voor de nationale vrouwenploeg. Haar debuut voor Oranje maakte ze op 6 november 2004 in het duel Nederland tegen China (2-0) tijdens de strijd om de Champions Trophy in Argentinië waarin ze het eerste doelpunt scoorde.
Fuchs speelde bij Kampong en kwam eerder uit voor de Maastrichtse Hockey Club en een universiteitsclub (UMASS) uit de Verenigde Staten waar ze enige tijd studeerde. Fuchs maakte niet alleen deel uit van de Nederlands ploeg die in november 2004 de Champions Trophy won maar ook van de selectie die op 20 augustus 2005 de titel prolongeerde bij het Europees kampioenschap in Dublin, ten koste van Duitsland.
Inmiddels speelt Fuchs in Amsterdam bij de vereniging Pinoké en is ze gestopt als international in verband met het afronden van haar universitaire studie plastische chirurgie.